# Chondoïstische Chongu-partij
De Chondoïstische Chongu-partij (Koreaans: 천도교청우당, Ch'ŏndogyo Ch'ŏngudang) is een Noord-Koreaanse politieke partij die deel uitmaakt van het door de communistische Koreaanse Arbeiderspartij gedomineerde Verenigd Nationaal Democratisch Front. De partij werd op 8 februari 1946 opgericht als boerenpartij. Veel leden van de Cho'ngogyo (Religie van de Hemelse Weg) sloten zich bij de Chondoïstische Chongu-partij aan. De partij is vertegenwoordigd in het schijnparlement de Opperste Volksvergadering met 22 leden. De partij streeft naar een zelfvoorzienende economie en een maatschappijopbouw volgens de staatsideologie, de Juche. Voorzitster was Ju Mi Jong.